# Les Portes-en-Ré
Les Portes-en-Ré is een gemeente in het Franse departement Charente-Maritime (regio Nouvelle-Aquitaine) en telt 661 inwoners (1999). De plaats maakt deel uit van het arrondissement La Rochelle. Het is een van de tien gemeenten op het eiland Île de Ré.

## Geografie
De oppervlakte van Les Portes-en-Ré bedraagt 8,5 km², de bevolkingsdichtheid is 77,8 inwoners per km². In het noorden geeft de gemeente uit op zee, met de populaire zandstranden van Petit Bec, Lizay, Gros Jonc, Loge, Trois Cailloux en Trousse Chemise. Langs de zuidkant bevinden zich de zoutmoerassen en de beschutte baai van Fier d'Ars.
De onderstaande kaart toont de ligging van Les Portes-en-Ré met de belangrijkste infrastructuur en aangrenzende gemeenten.

## Demografie
Onderstaande figuur toont het verloop van het inwonertal (bron: INSEE-tellingen).

## Sport
- Surfing
- Golf (Trousse-Chemise)